# Jacques Lagroye
Jacques Lagroye, né le 13 juin 1936 à Caudéran et mort le 1er mars 2009 à Versailles est un universitaire français, spécialiste de sociologie politique.

## Biographie
Jacques Lagroye est issu d'une famille modeste, d'origine béarnaise, installée à Bordeaux où il passe son enfance. Sa famille, catholique messalisante, est marquée par l'engagement syndical, en particulier celui de son père, l'un des responsables de la CFTC en Gironde. D'abord élève à l'école normale d'instituteurs départementale, il réussit ensuite le concours de l'École normale supérieure de Saint-Cloud (où il est même « prince Tala ») : il en sort major de l'agrégation d'histoire en 1960. Après avoir servi comme élève-officier en Algérie (une expérience qui le marque profondément), il commence à enseigner à Chartres, en classe préparatoire, en même temps qu'il entame une thèse de doctorat d'État en histoire, qu'il abandonne ensuite.
Appelé par Albert Mabileau (d) comme assistant à l'Institut d'études politiques de Bordeaux en pleine expansion, il réalise alors sa thèse de science politique sur « le système Chaban-Delmas » à Bordeaux. Agrégé de science politique en 1973, il assume à l'IEP de Bordeaux de très nombreuses responsabilités : directeur du CERVL (Centre d'études et de recherches sur la vie locale, devenu ensuite le SPIRIT et désormais le Centre Émile-Durkheim (d)), responsable de la Prépa ENA, puis directeur des études de l'Institut. C'est notamment pour échapper au destin tout tracé de devenir directeur de Sciences Po Bordeaux qu'il rejoint au tout début des années 1980 le département de science politique de l'université Paris-I Panthéon-Sorbonne, département dont il devient le directeur en 1981, succédant à Maurice Duverger.
Conseiller officieux du ministre socialiste Alain Savary, premier président de la Section 40 du CNRS (science politique et sociologie des organisations), longtemps membre du comité de lecture de la Revue française de science politique (RFSP), il joue un rôle décisif de facilitateur dans la création à Paris-I de l'autre revue de référence de la discipline, Politix. Après avoir quitté la direction du Département, il fonde et dirige en son sein pendant de nombreuses années le Centre de recherches politiques de la Sorbonne (CRPS), où il dirige un très grand nombre de thèses de doctorat.
Président du jury de l'agrégation de science politique à la fin des années 1990, il souhaite prendre du recul par rapport à ses charges et responsabilités pour consacrer ses forces encore vives à ses recherches : aussi décline-t-il la présidence de l'Association française de science politique qui lui est proposée au Congrès de Lille et choisit-il de prendre sa retraite avec quelques années d'avance. C'est durant cette période qu'il publie ses trois derniers ouvrages.

## Son apport à la sociologie politique
Jacques Lagroye a joué un rôle majeur dans l'ouverture de la science politique française aux sciences sociales, notamment à l'histoire, à la sociologie et à l'anthropologie. Les efforts énormes de travail et d'oblativité qu'il a mis dans la réalisation solitaire, puis les rééditions successives, du manuel de référence de sociologie politique, ont permis de poser le socle de ce qui constitue le cœur de la science politique de langue française. Quant à ses recherches personnelles, parti de l'étude du militantisme politique et des « systèmes d'action » ou réseaux des organisations politiques, il a ensuite élargi sa perspective à une vaste sociologie des institutions - qu'elles soient politiques ou religieuses (ses propres recherches), mais aussi administratives (à travers les recherches de plusieurs de ses doctorants) - et des phénomènes de légitimation de l'ordre social et politique desquels elles participent.

## Publications (sélection)
- Société et politique. Jacques Chaban-Delmas à Bordeaux, Pedone, 1973.
- « La légitimation », in Jean Leca et Madeleine Grawitz, dir., Traité de science politique, PUF, t. 1, 1985 (p. 396-467).
- (avec Bernard Lacroix (d)), dir., Le Président de la République. Usages et genèses d’une institution, Presses de Sciences Po, 1992.
- dir., La politisation, Belin, 2003.
- Sociologie politique, avec Bastien François et Frédéric Sawicki, Dalloz - Sirey, réédition 2006.
- La Vérité dans l'Église catholique. Contestations et restauration d'un régime d'autorité, Belin, 2006.
- Appartenir à une institution. Catholiques en France aujourd'hui, Economica, 2009.
- Sociologie de l'institution, avec Michel Offerlé (dir.) Belin 2011.